# ويندي ماكينا
ويندي ماكينا (بالإنجليزية: Wendy Makkena)‏ (و. 1963  م) هي ممثلة تلفزيونية، وممثلة أفلام، وممثلة مسرحية أمريكية، ولدت في مانهاتن.

## التعليم
تعلمت في مدرسة جوليارد
.

## وصلات خارجية
- ويندي ماكينا على موقع IMDb (الإنجليزية)
- ويندي ماكينا على موقع ميتاكريتيك (الإنجليزية)
- ويندي ماكينا على موقع روتن توميتوز (الإنجليزية)
- ويندي ماكينا على موقع قاعدة بيانات الأفلام العربية
- ويندي ماكينا على موقع ألو سيني (الفرنسية)
- ويندي ماكينا على موقع تيرنر كلاسيك موفيز (الإنجليزية)
- ويندي ماكينا على موقع أول موفي (الإنجليزية)
- ويندي ماكينا على موقع قاعدة بيانات برودواي على الإنترنت (الإنجليزية)
- ويندي ماكينا على موقع قاعدة بيانات الأفلام السويدية (السويدية)
- ويندي ماكينا على موقع إن إن دي بي (الإنجليزية)